# 王鸿兟
王鸿兟（?—?），原名抱一，字熙广，又字无离，号啸龙，福建闽县（今福州）人。光绪三十年（1904年）进士，以主事分部学习，后送日本法政大学速成科第五班。回国后任邮传部员外郎。著作有《无离龛诗拾》。